# Næstved Dragoner
|  | Denne artikel er oprettet af botten Steenthbot ud fra en ekstern database. Den kan derfor have sproglige fejl eller mangler. Denne skabelon kan fjernes efter kontrol af indholdet. |

Næstved Dragoner er en dansk dokumentarisk optagelse fra 1920.

## Handling
Militærøvelse i Næstved optaget i anledning af 4. Dragonregiments 250 års jubilæum. Der rides gennem vandløb, spring over dybe grøfter og åer, fri galop i bakket terræn, ridt ned ad stejle sandskrænter og spring over naturlige forhindringer.